# Saison 3 de Vikings
Chronologie
Saison 2 Saison 4
La troisième saison de Vikings, série télévisée canado-irlandaise, est constituée de dix épisodes.

## Synopsis
Après avoir exécuté le roi Horik et s'être lui-même proclamé roi, Ragnar Lothbrok règne désormais sur Kattegat et projette de faire un nouveau raid sur le Wessex. Lagertha, désormais jarl, l'accompagne, ainsi que leur fils Bjorn, Rollo, Floki, Athelstan et quelques centaines de guerriers vikings. Une fois sur les terres du roi Ecbert, Ragnar doit livrer plusieurs batailles afin de préserver l'avenir de son peuple en faisant établir plusieurs colonies sur le sol d'Angleterre. Mais le fourbe roi Ecbert ne l'entend pas de cette oreille et fait traîtreusement massacrer les fermiers vikings qui s'étaient installés sur son territoire. Quant à Lagertha, elle se retrouve trahie par ses propres hommes et est dépossédée de toutes ses terres. De son côté, la reine Aslaug, restée seule à Kattegat avec ses quatre enfants (dont un handicapé), trouve un peu de réconfort dans les bras d'un mystérieux vagabond nommé Harbard. Néanmoins, cette rencontre provoquera de nombreuses douleurs pour Ragnar et les habitants de Kattegat. C'est alors qu'une guerre sans merci éclate entre les Vikings et les chrétiens au sein même du village, ce qui entraînera la mort d'Athelstan, tué de la main de Floki. Ragnar, en deuil, décidera d'attaquer la célèbre capitale de la Francie, Paris, cité dite aussi légendaire qu'imprenable. Après un effroyable affrontement et un interminable siège aussi long que fatigant pour les deux camps, les Vikings arrivent finalement à entrer dans la ville. Mais au cours de l'affrontement, Ragnar a été gravement blessé et est obligé de se replier sur Kattegat. Bjorn charge alors son oncle Rollo de rester sur place afin de continuer le siège...

## Distribution

### Acteurs principaux
- Travis Fimmel (VF : Alexis Victor) : Ragnar Lothbrok
- Katheryn Winnick (VF : Barbara Beretta) : Lagertha, l'ancienne femme de Ragnar, une skjaldmö
- Clive Standen (VF : Boris Rehlinger) : Rollo Lothbrok, le frère de Ragnar
- Jessalyn Gilsig (VF : Rafaèle Moutier) : Siggy Haraldson, la veuve du jarl Haraldson
- Gustaf Skarsgård (VF : Jean-François Vlérick) : Floki, le constructeur doué et ami de Ragnar
- George Blagden (VF : Damien Witecka) : Athelstan, jeune moine anglo-saxon
- Alexander Ludwig (VF : Donald Reignoux) : Bjorn Côtes-de-Fer, le fils de Ragnar et Lagertha
- Alyssa Sutherland (VF : Géraldine Asselin) : la princesse Aslaug, l'épouse actuelle de Ragnar
- Linus Roache (VF : Xavier Fagnon) : le roi Ecbert
- Ben Robson (VF : Fabrice Josso) : Kalf, l'Intendant de Hedeby en l'absence de Lagertha
- Kevin Durand (VF : Lionel Tua) : Harbard, « Le Vagabond »
- Lothaire Bluteau (VF : Michel Papineschi) : l'empereur Charles le Chauve

### Acteurs récurrents
- Maude Hirst (VF : Dorothée Pousséo) : Helga, l'épouse de Floki (10 épisodes)
- Moe Dunford (VF : Anatole de Bodinat) : le prince Æthelwulf de Wessex, fils du roi Ecbert (7 épisodes)
- Gaia Weiss (VF : Anne-Charlotte Piau) : Þórunn (/tsorun/), la compagne de Bjorn et mère de sa fille Siggy (7 épisodes)
- Jennie Jacques (en) (VF : Anouck Hautbois) : la princesse Judith de Northumbrie, fille du roi Aelle, épouse de Æthelwulf (7 épisodes)
- Edvin Endre (VF : Alexis Tomassian) : Erlendur, le fils du roi Horik (6 épisodes)
- Cormac Melia : Ubbe, fils ainé de Ragnar et Aslaug (6 épisodes)
- Cathal O'Hallin : Hvitserk, fils puîné de Ragnar et Aslaug (6 épisodes)
- John Kavanagh (VF : José Luccioni) : le Voyant (Sejðmaðr), qui pratique le « Seiðr »
- Amy Bailey (VF : Sybille Tureau) : la princesse (puis reine) Kwenthrith de Mercie (5 épisodes)
- Philip O'Sullivan (en) (VF : Vincent Grass) : l'évêque Eadmund (5 épisodes)
- Georgia Hirst (VF : Caroline Lallau) : Torvi, la veuve du Jarl Borg et la femme d'Erlendur (4 épisodes)
- Morgane Polanski (VF : Olivia Luccioni) : la princesse Gisla (4 épisodes)
- Owen Roe (VF : Patrick Raynal) : le comte Odo de Paris (4 épisodes)
- Steve Wall (VF : Jérôme Pauwels) : Einar (4 épisodes)
- Frankie McCafferty (VF : William Coryn) : Sinric (4 épisodes)
- Greg Orvis (VF : François Siener) : le comte Sigfred (4 épisodes)
- Aaron Monaghan : le prince Burgred, le jeune frère de la princesse Kwenthrith (4 épisodes)
- Huw Parmenter (VF : Eilias Changuel) : le comte Roland (4 épisodes)
- Laurence Foster : l'archevêque français (4 épisodes)

### Invités
- Jefferson Hall : Torstein, un des guerriers de Ragnar (3 épisodes)
- Karen Hassan (en) : Thérèse (3 épisodes)
- Mark Huberman (en) : Louis (2 épisodes)
- Søren Pilmark : Stender (1 épisode)
- Ian Beattie : le roi Brihtwulf de Mercie (1 épisode)
- James Murphy : Ansgar (1 épisode)
- Ivan Kaye (VF : Sylvain Lemarié) : le roi Ælle de Northumbrie (1 épisode)
- Elinor Crawley : Thyri, la fille de Haraldson et Siggy (1 épisode)
- Eddie Drew : Odin (1 épisode)
- Carl Shaaban : Jésus (1 épisode)

## Production
Le 25 mars 2014, la série a été renouvelée pour cette troisième saison,.

## Liste des épisodes

### Épisode 1:Mercenaires
- Canada /  États-Unis : 19 février 2015 sur History Canada / History États-Unis[3]
- France : 
  - 21 mai 2015 sur Canal+[4]
  - 31 août 2020 sur W9 (en clair)
- Québec :
  - 18 mai 2015 à Super Écran[5]
  - 23 mai 2016 sur Ztélé[6]

- États-Unis : 2,8 millions de téléspectateurs[7] (première diffusion)

### Épisode 2:Retour à la terre
- Canada /  États-Unis : 26 février 2015 sur History Canada / History États-Unis[3]
- France : 
  - 21 mai 2015 sur Canal+[4]
  - 31 août 2020 sur W9

- États-Unis : 2,41 millions de téléspectateurs[8] (première diffusion)

### Épisode 3:Le Destin du guerrier
- Canada /  États-Unis : 5 mars 2015 sur History Canada / History États-Unis
- France : 
  - 28 mai 2015 sur Canal+[4]
  - 31 août 2020 sur W9

- États-Unis : 2,41 millions de téléspectateurs[9] (première diffusion)

Burgred, jeune frère de la princesse Kwenthrith, et son armée sont défaits à leur tour par l'armée de Ragnar. Mais lors de l'assaut, Þórunn est très gravement blessée au visage et risque la mort. En voyant Bjorn se lamenter, Ragnar le sermonne très violemment en lui disant qu'elle va probablement mourir alors qu'elle porte son enfant et que cela serait de sa faute car il n'agit pas comme un vrai homme. De son côté, le roi Ecbert continue de courtiser Lagertha tandis que Athelstan et la princesse Judith semblent éprouver des sentiments l'un pour l'autre. 

### Épisode 4:Dans la douleur
- Canada /  États-Unis : 12 mars 2015 sur History Canada / History États-Unis
- France : 
  - 28 mai 2015 sur Canal+[4]
  - 31 août 2020 sur W9

- États-Unis : 2,62 millions de téléspectateurs[10] (première diffusion)

### Épisode 5:L'Usurpateur
- Canada /  États-Unis : 19 mars 2015 sur History Canada / History États-Unis
- France : 
  - 4 juin 2015 sur Canal+[4]
  - 7 septembre 2020 sur W9

- États-Unis : 2,61 millions de téléspectateurs[11] (première diffusion)

### Épisode 6:Renaître
- Canada /  États-Unis : 26 mars 2015 sur History Canada / History États-Unis
- France : 
  - 4 juin 2015 sur Canal+[4]
  - 7 septembre 2020 sur W9

- États-Unis : 2,43 millions de téléspectateurs[12] (première diffusion)

### Épisode 7:Paris
- Canada /  États-Unis : 2 avril 2015 sur History Canada / History États-Unis
- France : 
  - 11 juin 2015 sur Canal+[4]
  - 14 septembre 2020 sur W9

- États-Unis : 2,21 millions de téléspectateurs[13] (première diffusion)

### Épisode 8:Aux portes de la ville
- Canada /  États-Unis : 9 avril 2015 sur History Canada / History États-Unis
- France : 
  - 11 juin 2015 sur Canal+[4]
  - 14 septembre 2020 sur W9

- États-Unis : 2,57 millions de téléspectateurs[14] (première diffusion)

### Épisode 9:Dernier Recours
- Canada /  États-Unis : 16 avril 2015 sur History Canada / History États-Unis
- France : 
  - 18 juin 2015 sur Canal+[4]
  - 21 septembre 2020 sur W9

- États-Unis : 1,69 million de téléspectateurs[15] (première diffusion)

### Épisode 10:Le Dernier Vaisseau
- Canada /  États-Unis : 23 avril 2015 sur History Canada / History États-Unis
- France : 
  - 18 juin 2015 sur Canal+[4]
  - 21 septembre 2020 sur W9

- États-Unis : 2,73 millions de téléspectateurs[16] (première diffusion)

## Audiences aux États-Unis
| N° d'épisode | Titre original | Titre français         | Chaîne                              | Date de diffusion originale | États-Unis (en millions de téléspectateurs) |
| ------------ | -------------- | ---------------------- | ----------------------------------- | --------------------------- | ------------------------------------------- |
| 1            | Mercenary      | Mercenaires            | History Canada / History États-Unis | 19 février 2015             | 2.8                                         |
| 2            | The Wanderer   | Retour à la terre      | History Canada / History États-Unis | 26 février 2015             | 2.41                                        |
| 3            | Warrior's Fate | Le destin du guerrier  | History Canada / History États-Unis | 5 mars 2015                 | 2.41                                        |
| 4            | Scarred        | Dans la douleur        | History Canada / History États-Unis | 12 mars 2015                | 2.62                                        |
| 5            | The Usurper    | L'usurpateur           | History Canada / History États-Unis | 19 mars 2015                | 2.61                                        |
| 6            | Born Again     | Renaître               | History Canada / History États-Unis | 26 mars 2015                | 2.43                                        |
| 7            | Paris          | Paris                  | History Canada / History États-Unis | 2 avril 2015                | 2.21                                        |
| 8            | To The Gates ! | Aux portes de la ville | History Canada / History États-Unis | 9 avril 2015                | 2.57                                        |
| 9            | Breaking Point | Dernier recours        | History Canada / History États-Unis | 16 avril 2015               | 1.69                                        |
| 10           | The Dead       | Le dernier vaisseau    | History Canada / History États-Unis | 23 avril 2015               | 2.73                                        |